# Реальность (ассоциация)
Ассоциация клубов общественно-политического знания «Реальность» (пол. Stowarzyszenie Klubów Wiedzy Społeczno-Politycznej «Rzeczywistość») — польская ортодоксально-коммунистическая организация начала 1980-х годов, самая организованная и активная фракционная группа в истории правящей компартии ПОРП. Действовала в период противостояния ПОРП с независимым профсоюзом Солидарность и военного положения. Стояла на догматичных позициях марксизма-ленинизма, сталинизма и национал-коммунизма. Координировала многочисленные группировки «партийного бетона». Вела активную борьбу против «Солидарности», реформистских «горизонтальных структур» и «партийных либералов». Ориентировалась на члена Политбюро и секретаря ЦК ПОРП Тадеуша Грабского, фактическим руководителем являлся публицист и сценарист Рышард Гонтаж. Издавала еженедельник Rzeczywistość. Распущена указанием генерала Ярузельского.

## Предыстория
Ортодоксально-догматичное крыло правящей компартии ПОРП активно заявило о себе в ПНР со второй половины 1970-х годов. Представители консервативной номенклатуры были недовольны «либеральной» политикой Эдварда Герека. В авангарде этих настроений пребывали функционеры идеологического аппарата и «околопартийная» гуманитарная интеллигенция. Они выступали с позиций догматичного марксизма-ленинизма, продолжали политические традиции сталинистов-«натолинцев» 1950-х и национал-коммунистических «партизан» 1960-х. В партийном руководстве главным выразителем таких позиций был член Политбюро и секретарь ЦК ПОРП Стефан Ольшовский, в органах МВД — заместитель министра генерал Мирослав Милевский, в армейском командовании — начальник Главного политуправления генерал Влодзимеж Савчук.
Видным деятелем этого направления был партийный публицист и киносценарист Рышард Гонтаж. При правлении Болеслава Берута Гонтаж служил в МОБ, при правлении Владислава Гомулки — в Службе безопасности МВД (СБ). Эта деятельность Гонтажа продлилась в общей сложности около двух лет, он успел получить лишь первое офицерское звание подпоручика. Но после увольнения Гонтаж десятки лет оставался сексотом СБ, активно участвовал в антисемитской и антиинтеллигентской кампании 1968. Сторонник национал-коммуниста Мечислава Мочара, Гонтаж негативно относился к Гереку, его окружению и их политическому курсу. Гонтаж формулировал в ПОРП идеологию «левого патриотизма» — синтез марксизма-ленинизма, сталинизма и национал-коммунизма. Он обладал выдающимися организаторскими способностями, владел оперативными методами спецслужб. Также он имел многообразные связи в партийно-государственном аппарате, силовых структурах и элите гуманитарной интеллигенции.
Рабочие забастовки лета 1976 показали приближение всеохватного социально-политического кризиса. Стали создаваться нелегальные профсоюзы и диссидентские организации. Демосоциалистов и леволибералов объединил КОС-КОР, радикальных антикоммунистов, националистов и католиков — ROPCiO и КНП. Началось сближение диссидентства с рабочим протестом. Эта тенденция сильно встревожила партийных ортодоксов. В то же время они усмотрели в ситуации возможность трансформации режима в желательном для себя направлении.
В конце 1976 Рышард Гонтаж инициировал «Письмо 2000» — первый публичный манифест сторонников «левого патриотизма». Обращение резко критиковало КОС-КОР — как «антисоциалистическую и антипольскую» организацию, «связанную с империализмом и сионизмом». Но ещё больше места уделялось критике партийного руководства — за «коррупцию, кумовство, неравенство, игнорирование критики, отсутствие выводов из событий 1976 года». Риторически «Письмо 2000» отмежёвывалось от сталинизма, требовало «восстановления ленинских принципов демократии». Более того: к сталинистам приравнивались диссиденты. Однако репутация Гонтажа и подчёркнутое благоволение Ольшовского не оставляли сомнений в подлинном политическом смысле, независимо от риторики. «Письмо 2000» было воспринято как атака на герековское руководство и его «либеральный» курс.
В 1979 при активном участии того же Гонтажа появилось «Письмо 44-х». Группа видных деятелей культуры обратилась к VIII съезду ПОРП. В этот раз тональность была более откровенной и однозначной. Авторы требовали усилить партийно-идеологический контроль, ужесточить цензуру, прекратить издание книг Славомира Мрожека и показ фильмов Анджея Вайды. Годом ранее, в 1978, произошло беспрецедентное по тем временам событие: на пленуме ЦК один из воеводских партийных секретарей Тадеуш Грабский выступил с резкой критикой первого секретаря Герека (существуют обоснованное предположение, что выступление Грабского было согласовано с Ольшовским).
Все эти акции демонстрировали наличие в ПОРП консервативно-догматического крыла. Готового жёстко отстаивать своё ортодоксальное видение коммунистического государства и «реального социализма». Только конституционный принцип руководящей роли партии и уставной запрет на фракционность не позволяли догматикам оформиться организационно. Но положение резко изменилось в 1980 году. Общая дестабилизация государственной системы, ослабление партийно-государственной власти расширили политические возможности не только сторонников реформ, но и консерваторов-догматиков.

## В августовских событиях
В августе 1980 массовое забастовочное движение привело к легализации независимого профсоюза Солидарность. Сменилось и руководство ПОРП. Первым секретарём ЦК вместо Герека стал Станислав Каня, была произведена масштабная замена руководящих кадров. В аппарате и активе ПОРП происходил раскол.
С одной стороны, усилилось «либеральное» крыло, олицетворяемое такими деятелями, как Тадеуш Фишбах, Мечислав Раковский, Анджей Верблан, Юзеф Класа, Хиероним Кубяк, Эдвард Скшипчак. Формировались реформистские «горизонтальные структуры», ориентированные на сотрудничество с «Солидарностью». С другой стороны, консолидировался «партийный бетон» — выступавший за подавление «Солидарности», жёсткую партократию, идеологическую монополию марксизма-ленинизма. Во главе «бетона» стали члены Политбюро и секретари ЦК Стефан Ольшовский, Тадеуш Грабский, Мирослав Милевский, Анджей Жабиньский, Здзислав Куровский. Вернулись в партийное руководство Мечислав Мочар и Станислав Кочёлек — участники подавления рабочих протестов декабря 1970, отстранённые при Гереке.
С конца 1980 началось создание десятков «общественных организаций „бетона“», формально не принадлежавших к аппарату ПОРП. Крупнейшими из них стали Варшава 80, Катовицкий партийный форум (KFP), Познанский форум коммунистов (PFK), Движение щецинских коммунистов (RSK), Коммунистический союз польской молодёжи (KZMP), Патриотическое объединение «Грюнвальд». Объединяющей платформой являлись сталинизм и национал-коммунизм. Но эти группы имели и некоторые различия. В «Варшаве 80», KFP, KZMP доминировали идеологические функционеры; в PFK — хозяйственники и технократы; в RSK и «Грюнвальде» — гуманитарная интеллигенция и отставные силовики. Сказывались и различия региональных условий. Возникала потребность в координирующей структуре.
Первой в декабре 1980 конституировалась «Варшава 80» — как «клуб партийной творческой интеллигенции» под председательством марксистского философа Тадеуша Ярошевского и под эгидой первого секретаря Варшавского комитета ПОРП Станислава Кочёлека. «Серым кардиналом» и организатором вновь выступил Рышард Гонтаж. Он взял на себя программное обеспечение и оперативное управление. Гонтаж формировал базовые ячейки, организовал проникновение на некоторые варшавские заводы, устроил несколько митингов. Главной мишенью критики Гонтаж поначалу избрал не «Солидарность» и даже не КОС-КОР, а бывшее партийное руководство во главе с Гереком — при таком подходе можно было рассчитывать на массовый отклик. Он активно нападал также на «партийных либералов» Раковского и Верблана, откровенно угрожал Класе. Звучали в его выступлениях и выраженные антисемитские мотивы.

## «Бетонное» издание
Структурной площадкой Гонтажа сделался варшавский еженедельник Rzeczywistość — Реальность. Издание учредили 16 мая 1981 активисты «Варшавы 80» и «Грюнвальда». Первым главным редактором стал Генрик Тыцнер — активист союзной ПОРП Демократической партии и сексот СБ. В редколлегии состоял полковник (впоследствии генерал) МВД Тадеуш Валихновский — активный национал-коммунист, ветеран МОБ и СБ, при Гереке уволенный из МВД за демонстративный антисемитизм, при Кане возвращённый на службу. Важную роль в редакции играли партийные публицисты Януш Рацко и Януш Ратайчак. Особое место занимал политолог и социальный кибернетик Юзеф Коссецкий — в конце 1950-х член подпольной националистической и антикоммунистической организации, в начале 1960-х политзаключённый, затем реабилитированный, вступивший в ПОРП и завербованный в информаторы СБ.
При всём том Гонтаж вновь приложил усилия к созданию особого имиджа. В первой программной статье «Rzeczywistość» с пафосом говорилось о «борьбе патриотических левых против кумовства, злоупотреблений, лицемерия и лжи в 1970-х годах» (при этом утверждалось, будто «реставраторы капитализма в то время прославляли партию и Герека»). Более того: объявлялось, будто «„Реальность“ родилась из протеста, на августовской рабочей волне». Структура «партийного бетона», теснейше связанная с номенклатурой и органами госбезопасности, старалась ассоциироваться с забастовочным движением. Но эти хитроумные планы быстро потерпели неудачу. Рабочие массы воспринимали «Rzeczywistość» как сугубо номенклатурную структуру.
Со своей стороны, «Rzeczywistość» оставила такие попытки и сориентировалась, подобно всем ортодоксам, на установление военного режима. Идеология издания, выраженная в текстах, в полной мере отражала установки «партийного бетона»: подавление «Солидарности», полновластие ПОРП, партийная чистка от «либералов» и евреев. Озвучивались установки и призывы, которые в силу своей жёсткости могли быть неудобны для партийных и армейских органов. Важнейшим ресурсом являлись связи Гонтажа с посольствами СССР, ГДР, ЧССР и представителями КПСС, СЕПГ, КПЧ. Именно иностранные связи не раз оказывались решающим доводом в пользу «Rzeczywistość» и «Реальности».
В публикациях допускались обличения коррупции, бесхозяйственности и даже критика первого секретаря ЦК ПОРП Станислава Кани и председателя Совета министров ПНР генерала Войцеха Ярузельского — в основном за «попустительство антисоциалистическим силам». Гонтаж и его сподвижники видели себя авангардом «патриотических левых», возможно, ядром будущей «бетонной» компартии в случае распада ПОРП. Партийные руководители воздерживались от конфликтов, учитывая сильные связи догматиков в аппарате и в «братских партиях».

Газета претендовала быть более марксистской, чем Trybuna Ludu и Żołnierz Wolności вместе взятые.

Важное место издание уделяло «разоблачению сионизма» и нападкам на Израиль. Яростный антисионизм Гонтажа и его группы происходил от «партизанской фракции» 1960-х и регулярно переходил в антисемитизм. В качестве союзников закономерно воспринимались арабские государства и движения, особенно «социалистической ориентации». Значительная часть финансирования «Rzeczywistość», как впоследствии выяснилось, поступала из Сирии, от режима Хафеза Асада-старшего. Были также установлены деловые связи с посольством Ливийской Джамахирии и представительством Организации освобождения Палестины. Посредником выступал сирийский журналист и переводчик посольства Мишель Мунайер, член Сирийской компартии (СКП).
«Rzeczywistość» выходила крупным тиражом в 150 тысяч. Редакция самым активным образом участвовала в политической борьбе. Жёсткая враждебность к «Солидарности» и «партийным либералам», соответствующие публикации, кулуарные интриги в партаппарате часто истолковывались как подготовка и призывы к насилию. Такие выступления не всегда бывали безопасны. В июне 1981 в редакцию «Rzeczywistość» поступило письмо за подписью неких «Красных бригад» (аллюзия, связанная с итальянским ультралевым терроризмом). Авторы называли издание «партийными консервами» и угрожали физической расправой за нападки на «Солидарность». Вскоре, 15 июля прямо на выходе из редакции неизвестные проломили голову Янушу Ратайчаку. Следствие СБ связало это событие с «предшествовавшими угрозами». Януш Рацко высказал версию ограбления. Нападение осталось нераскрытым. Инцидент не столько вызвал сочувствие к изданию, сколько укрепил авантюрный имидж «Rzeczywistość».

## «Бетонная» организация
С весны 1981 началась отстройка оргструктурной сети на базе редакции и корпунктов «Rzeczywistość». Этот проект полностью поддерживал партаппарат, заинтересованный в системе всепольской координации организаций «бетона». Наибольшую поддержку оказывали Грабский, Ольшовский и Кочёлек. Первое формальное упоминание об инициативе относится к сентябрю 1981, но к тому времени партклубы «Реальность» действовали уже несколько месяцев. Организованная сеть функционировала как минимум с июля. Гонтаж заявлял о «строительстве базы для будущей реконструкции партии». Тому способствовало не только общее обострение политической ситуации. Важную роль сыграло персональное поражение Тадеуша Грабского на IX чрезвычайном съезде ПОРП в июле 1981. Уход Грабского из партийного руководства означал потерю могущественного покровителя и сильный ударом по «Реальности».
Официально первый клуб «Реальность» был учреждён 17 сентября 1981 в Лодзи. Председателем был избран бывший секретарь дзельницкого (районного) комитета ПОРП Мариан Тупяк, в молодости офицер милиции. Следующий клуб сформировался в Плоцке под председательством бывшего бойца ORMO Винценты Гладышевского. Такие фигуры, как Тупяк и Гладышевский, были типичны для актива «Реальности» — пожилого возраста ветераны ПОРП и ППР, нередко бывшие силовики, крайне догматичных взглядов.
Клубы «Реальность» быстро образовывались по всей стране. Организующую роль играли «рабкоры» «Rzeczywistość», часто из низового аппарата ПОРП. Активно действовали на этом направлении и ведущие журналисты «Реальности» — Гонтаж, Тыцнер, Коссецкий, Рацко. Административное содействие оказывали лидеры «бетона». В «Реальности» состояли либо тесно сотрудничали представители региональных «бетонных» организаций — Ян Маерчак (PFK), Иренеуш Каминьский (RSK), Всеволод Волчев (KFP), Богдан Поремба («Грюнвальд»). Такого рода «личные унии» упрощали политическую координацию.
Исследователи характеризуют «Реальность» как самую организационно развитую внутрипартийную группу-«фракцию» в истории ПОРП. Клубы функционировали во всех крупных городах Польши. Однако общая численность не фиксировалась и являлась предметом манипуляций. Гонтаж говорил о 60 тысячах членов. Впоследствии говорилось о 20 тысячах. В действительности наиболее вероятна цифра в 1-1,5 тысячи человек.
Всепольское собрание состоялось в Варшаве 20 ноября 1981. Участвовали 35 человек, в том числе Рышард Гонтаж, Генрик Тыцнер, Мариан Тупяк, Винценты Гладышевский, Ян Маерчак и, что особенно существенно, Тадеуш Грабский (в недавнем прошлом член Политбюро и секретарь ЦК ПОРП). Была учреждена Ассоциация клубов общественно-политического знания «Реальность» (SKWSP «Rzeczywistość»). Программные установки в целом соответствовали резолюциям IX съезда ПОРП, но выдерживались значительно жёстче: говорилось о «восстановлении классовой сущности государства», о «более строгих наказаниях врагов социализма». В выступлениях выражалась поддержка генералу Ярузельскому, который с октября совмещал посты первого секретаря ЦК ПОРП, председателя Совета министров и министра национальной обороны ПНР. 3 декабря Ассоциация «Реальность» была официально зарегистрирована. На 15 декабря был намечен первый съезд Ассоциации.
В то же время в клубах «Реальность» не удалось насадить полной идеологической унификации. Часть активистов всерьёз понимали принципы «левого патриотизма». Они выступали с популистских антибюрократических позиций, требовали прямого народовластия. Клубы в Варшаве, Катовице, Вроцлаве, Торуни резко расходились в понимании марксизма с редакцией «Rzeczywistość», протестовали против её претензий выступать от имени всей ассоциации и против использования названия. Но такие группы не создавали лица организации.

## Поддержка военного режима
Существует предположение, что устроители мероприятия 20 ноября были в курсе предстоящих в декабре событий и располагали гарантиями властей. 13 декабря 1981 в ПНР было введено военное положение. Власть перешла к Военному совету национального спасения (WRON) во главе с генералом Ярузельским. «Солидарность» и оппозиционные политические организации были подавлены военно-милицейской силой. Но одновременно прекратили свою деятельность почти все организации «неформального „бетона“». Исключение составили «Грюнвальд», «Варшава 80», KZMP и «Реальность». Эти группы представлялись по-своему полезными — на их фоне власть WRON смотрелась как «центристская» и относительно приемлемая для общества.
4 января 1982 было сформировано главное правление SKWSP «Реальность» под председательством Тадеуша Грабского. По официальному статусу Грабский был далёк от партийно-государственного руководства, он занимал должность советника польского торгпредства в ГДР, но сохранял серьёзные связи и авторитет в аппарате ПОРП, особенно Познанского воеводства. Он обладал также определённой харизмой — убеждённые догматики искренне считали отставного партийного секретаря «последней надеждой социализма».
Заместителем Грабского стал Рышард Гонтаж. В правление вошли Генрик Тыцнер и Мариан Тупяк. Другие члены правления также были консервативными активистами ПОРП, часто из круга Кочёлека. По профессии в большинстве своём являлись журналистами, философами, политологами, литераторами; в том числе довольно известными — как Игнацы Красицкий, Веслав Мыслек, Веслав Дембский, Веслав Гемза, Генрик Гаворский. Особенной публичной активностью и идеологическим фанатизмом отличалась партийная активистка Урсула Ярмолович, которую пришлось взять в оперативную разработку СБ, наравне с оппозиционерами.
Потенциал «Реальности» сильно подорвался закрытием «Rzeczywistość» при введении военного положения. Член WRON генерал Юзеф Барыла, возглавлявший армейское Главное политуправление, предложил журналистам писать статьи в «Żołnierz Wolności». Но выход «Rzeczywistość» возобновился 23 мая 1982. Тираж снизился до 5-10 тысяч, но в новых обстоятельствах это считалось достаточным.
Редакционная политика оставалась в руках Гонтажа. Он намеревался вновь превратить издание в закулисный генератор решений. Новым главным редактором стал Ежи Пардус, протежируемый Стефаном Ольшовским. Пардус специализировался на «борьбе с сионизмом», его жена Богуслава Ивасюв вела колонку ближневосточной тематики с обличением «израильской агрессии» (другой автор, Гражина Дзедзиньская, публиковалась в ливийской печати). Статьи «Rzeczywistość» о Ливанской войне, о резне в Сабре и Шатиле полностью отражали позицию Сирии, обвиняли Израиль в расизме, фашизме, нацизме и геноциде. С другой стороны, издание торжественно отмечало 70-летний юбилей генерального секретаря СКП Халеда Багдаша.
В январе 1982 активисты «Реальности» провели серию публичных выступлений в поддержку военного положения и WRON. Гонтаж, Коссецкий, Красицкий выступали перед рабочими варшавских заводов. В Катовице «Реальность», унаследовала кадры и ресурсы KFP. Во главе примерно сотни катовицких активистов стоял заместитель начальника административного отдела воеводского комитета ПОРП Тадеуш Потвора. Был взят под контроль центр идеологической подготовки при воеводском комитете, велись политзанятия с вооружённым партактивом из местных отрядов политической обороны. Тесно взаимодействовала «Реальность» с «Грюнвальдом», Гонтаж не раз выступал совместно с Порембой и Каминьским.
Ближайшими партнёрами «Реальности» в Политбюро являлись Стефан Ольшовский (давний личный друг Гонтажа), Мирослав Милевский и Альбин Сивак. Особенное значение уделялось взаимодействию с Сиваком, которому создавали имидж «рабочего противника „Солидарности“» (по мнению исследователей, некоторые речи Сивака выходили из-под пера Гонтажа).
В марте делегация Варшавского комитета ПОРП посетила Москву. Станислав Кочёлек встречался с первым секретарём Московского горкома Виктором Гришиным. Во встрече участвовал Гемза как представитель «Реальности». Деятельность «Реальности» в целом одобрялась советским руководством. Секретарь ЦК КПСС Константин Русаков, возглавлявший профильный отдел по связям с коммунистическими и рабочими партиями социалистических стран, лично встречался с Грабским. Но в то же время Русаков рекомендовал «левым товарищам меньше писать и больше сотрудничать в рамках ПОРП». Это был сигнал однозначной ориентации на Ярузельского. Представители «бетона» поняли этот сигнал далеко не сразу и успели совершить немало опрометчивых шагов.

## Конфликты и скандалы
Догматики выступали за гораздо более жёсткий и идеологизированный курс, нежели проводил WRON. Они не скрывали, что считают власть Ярузельского целесообразной лишь на время «преодоления кризиса» — после чего власть перейдёт от генералов к партийным идеологам. Грабский высказывался в том смысле, что «удар 13 декабря не был в полной мере использован». Гонтаж заявлял даже, будто военное положение «не оправдало ожиданий» и строил планы создания в Польше новой правящей партии «истинных коммунистов».
4 июня 1982 на заседании «Реальности» Гонтаж призвал «остановить разложение государства, дать отпор контрреволюции, восстановить разрушенные социально-экономические структуры». Он сформулировал своё видение программных основ политики ПОРП и государственного устройства ПНР. Гонтаж требовал ввести чёткие критерии социалистических (то есть единственно легальных) сил: признание основ «реального социализма», признание руководящей роли партии, признание классового характера внешних союзов Польши. Ссылаясь на Ленина, он обличал центризм как «презренное перерождение». Гонтаж упрекал Ярузельского в несоответствии этим принципам, в попустительстве подспудной реставрации капитализма (прежде всего через развитие частного сектора).
Грабский выступал гораздо умереннее. Он предлагал Ярузельскому жёстко репрессировать «контрреволюционную оппозицию» (по смыслу диссидентскую) — «дабы потом не пришлось применять насилие к рабочим». Он поддержал партийную чистку, рекомендовал проявлять осторожность в экономической реформе и перестроить отношения государства с католической церковью, дабы избежать «неоклерикализма». В заключении Грабский напомнил, что ему и раньше приходилось первому выступать с «непопулярной критикой», которая впоследствии оправдывалась.
Ответом было резкое одёргивание. Перефразируя Ленина, Ярузельский назвал такие позиции «старческой болезнью левизны». Пленум ЦК ПОРП в феврале 1982 осудил всякую «фракционную деятельность». Самым тревожным сигналом для «Реальности» стало прекращение деятельности «Варшавы 80» и отставка Кочёлека с поста варшавского первого секретаря в мае-июне 1982.
Грабский и Рацко сами посчитали нужным дезавуировать высказывание Гонтажа. Подобно Русакову, Грабский ориентировал членов «Реальности» на деятельность в составе ПОРП и сотрудничество с комиссарами WRON. Конфликтовать с военными властями было крайне опасно. Само существование «Реальности» целиком зависело от благоволения Войцеха Ярузельского и Чеслава Кищака.

Понимая, что их поддержка в партии и обществе ничтожна, активисты «Реальности» знали: для выживания организации необходима помощь МВД, а лучше — сам генерал.

Грабский пытался договориться с министром внутренних дел генералом Кищаком о переходе «Реальности» под официальное шефство МВД. Однако Кищак, как и Ярузельский, не считал «неформальный „бетон“» необходимым элементом режима. Он посоветовал Грабскому обратиться к Милевскому — который тоже предпочёл дистанцироваться от вопроса. Стараясь упреждающе воздействовать, «Реальность» распустила слух о согласии Милевского. Начальник III департамента СБ полковник Генрик Данковский опроверг слух по внутреннему каналу МВД и запретил функционерам СБ участие в «патриотических левых».
Генерал Ярузельский отказал в аудиенции и отправил решать проблему с Ольшовским. Но и Ольшовский, видя отчуждённое отношение генералов, стал высказывать критические суждения о «Реальности». Отношение к «патриотическим левым» в партаппарате тут же резко изменилось. Секретарь по пропаганде Катовицкого воеводского комитета Ян Зелиньский призвал к идеологической кампании против «ультралевого сектантства». Полемику Ярузельского с «Реальностью» Зелиньский сравнил с конфликтом Ленина и Мартова на II съезде РСДРП.
Сложности в отношениях с властями дестабилизировали внутреннее положение в организации. Неожиданное высказывание Грабского о возможной в неопределённом будущем релегализации «Солидарности» (Ярузельский в то время называл этот вопрос «открытым») шокировало ортодоксов и вызвало нервозную полемику. Пардус попытался отделить издание «Rzeczywistość» от Ассоциации «Реальность». В редакции тоже возник раскол между Пардусом и Рацко, претендовавшим на место главного редактора. Оба напряжённо искали промахи друг у друга. В преддверии 65-летия Октябрьской революции, в «Rzeczywistość» появился большой материал о Юзефе Пилсудском. Это вызвало всплеск протестов в региональных клубах «Реальности»: Пардуса обвинили в компрометации лозунга «Пролетарии всех стран, соединяйтесь!»
Наиболее жёстким и упорным противником «Реальности» в правящих кругах был пресс-секретарь Совета министров и доверенный советник Ярузельского Ежи Урбан. Еврей по национальности и потомственный журналист, Урбан воспринимал Гонтажа с его группой прежде всего как антисемитов и профессиональных конкурентов. Он указывал Ярузельскому и Кищаку на опасные амбиции «Реальности». Чем дальше, тем больше генералы склонны были согласиться. Негативно относился к «Реальности» и самый влиятельный из партийных функционеров — член Политбюро и секретарь ЦК ПОРП Казимеж Барциковский. В правящей «Директории» сложился мощный блок противников «бетона» — превосходящий по влиянию Милевского и Ольшовского.
За активистами «Реальности» велось плотное наблюдение СБ, подчинённой Кищаку в МВД. Были отслежены тайные контакты Гонтажа с сирийцем Мунайером. Кищак охарактеризовал это как связь с иностранными разведками, отметил антисемитскую пропаганду «Реальности», распространение в Польше Зелёной книги Каддафи и угрозу исламистского проникновения. Рацко дал затребованные СБ показания о получении Гонтажем суммы в 7 миллионов злотых сирийского происхождения. Средства предназначались «на клубы Грабского». Со своей стороны, «Реальность» регулярно публиковала статьи и принимала резолюции просирийского содержания. Распространилась информация о получении Гонтажем автомобиля от сирийского посольства.
Рацко разгласил также частные высказывания Гонтажа с крайне пренебрежительными характеристиками высокопоставленных деятелей ПОРП. В ноябре 1982 вопрос был вынесен на уровень Политбюро. Пресс-секретарь правительства Урбан и вице-премьер Раковский («партийный либерал» и постоянный объект нападок «Реальности») озвучили тему с соответствующими комментариями. Генералы Ярузельский, Кищак и Сивицкий возмутились использованием арабских денег в польской политике. Авангард «партийного бетона» оказался в положении «иностранных агентов». Гонтаж написал письмо Милевскому, обвинил «некого Рацко» в клевете, жаловался на «потоки грязи» и просил защиты.

## Приближение конца
«Арабский денежный скандал» был не причиной, а лишь поводом для устранения «Реальности». Но он необратимо подорвал позиции Грабского и Гонтажа. О поддержке со стороны властей теперь не могло быть речи. 12 ноября Грабский написал в Политбюро ЦК ПОРП: «Несмотря на многие разочарования и горькие переживания, несмотря на массированные атаки вдохновлённых Западом экстремистов „Солидарности“, мы всеми силами поддерживали партийное руководство и правительство. Мы поддержали введение военного положения и Военный совет национального спасения». Адресаты проигнорировали письмо, как и все напоминания деятелей «Реальности» о своей борьбе с «контрреволюцией и анархией». Был даже введён специальный запрет партийным функционерам на членство в «Реальности».
26 ноября 1982 генерал Кищак выступил с установочным заявлением. По его словам, стабильность ПОРП подрывалась «справа и слева», и руководство более не намерено этого допускать. К «правым» он относил «горизонтальные структуры», прежде всего краковскую «Кузницу». К «левым» — Ассоциацию «Реальность». Это означало курс на скорую ликвидацию. Посредничество между Политбюро и «Реальностью» предложил Всеволод Волчев — причём встречу для урегулирования он предлагал провести в ГДР. Такая идея была отклонена. Была создана специальная комиссия Политбюро под председательством Милевского.
29 ноября комиссия Милевского встретилась с Грабским и другими лидерами «Реальности». Ничего утешительного лидер «Реальности» от высокопоставленного единомышленника услышать не мог. Милевский поставил ему в ответственность «отступления от решений IX съезда» и потребовал прекратить «фракционность». Грабский держался довольно твёрдо: категорически отказался отмежёвываться от выступлений других членов «Реальности» и посоветовал не запугивать его (поскольку Герек в своё время уже пытался). Присутствовавший на встрече Раковский оценил твёрдость Грабского, ругательно отозвался о Гонтаже, отметил высокомерие Красицкого и похвалил профессора Мыслека за самокритичность. В этих различиях поведения отражались различия позиций.
Письма Грабского лично Ярузельскому звучали иначе — в них просматривались нотки мольбы. Генерал оставлял эти обращения без ответа. Грабский попытался задействовать связи в «братских партиях». Это привело к очередному скандалу: направленный на переговоры в ЧССР поэт Генрик Гаворский устроил скандал в пражской пивной и прилюдно назвал Ярузельского «прихвостнем Москвы». Гаворского пришлось исключать, но инцидент приобрёл огласку и снизил иностранную поддержку «Реальности». КПСС, СЕПГ, КПЧ уже однозначно ставили не на идеологически близких догматиков, а на Ярузельского, реально контролировавшего положение. Связанная с советскими (и сирийскими) представителями Урсула Ярмолович пыталась договориться об иностранной поддержке через Общество польско-советской дружбы и польское представительство ТАСС. Но эти попытки быстро пресекла СБ, заодно получив от простодушной Ярмолович много конфиденциальной информации. То же произошло при попытке Грабского встретиться с Эрихом Хонеккером.
За год военного положения генерал Ярузельский и его окружение настолько укрепили свою власть, что перестали нуждаться в демонстрировании пугающих псевдоальтернатив. Принципиальное решение Политбюро о роспуске Ассоциации «Реальность» было принято в декабре 1982. Некоторые региональные клубы приступили к самоупразднению. Убеждённые догматики пафосно протестовали. Принимались резолюции с требованием прекратить разжигание ненависти лично к Грабскому. Урсула Ярмолович демонстративно вышла из ПОРП и призвала следовать её примеру. Рышард Гонтаж ездил по воеводствам, призывая сохранять организации и готовиться к всепольскому съезду. Но этот план был заранее обречён в свете позиции партийно-государственного руководства, армейского командования и спецслужб. Многоопытный аппаратчик Тадеуш Грабский прекратил сопротивление, понимая его бессмысленность.

## Ликвидация
18 декабря 1982 Политбюро ЦК ПОРП приняло постановление о «нецелесообразности существования объединений, нарушающих идеологическое, политическое и организационное единство партии». Это касалось не только реформистских «горизонтальных структур», но и групп «партийного бетона». 30 января 1983 была официально распущена Ассоциация «Реальность». Таким образом реализовался план Ярузельского, Кищака и Барциковского по стабилизации положения в ПОРП. Из аппарата и актива партии были устранены все деятели и структуры, претендовавшие на самостоятельность в идеологии и политике — будь то «партийные либералы» или «партийный бетон». Власть «Директории» стала непререкаемой.
Ликвидационная процедура по Ассоциации «Реальность» завершилась 29 декабря 1983. Имущество передавалось варшавскому отделению Союза пенсионеров и инвалидов, помещение штаб-квартиры — государственному агентству реставрации памятников. Еженедельник «Rzeczywistość» продолжал издаваться, но превратился в «скучный ежемесячник культурной тематики, информировавший о выступлениях мазовецких фольклорных коллективов». Аудитория была потеряна, и в мае 1985 года вышел последний номер. Попытки возродить организацию «патриотических левых» предпринимались в Катовице 1984—1985, но немедленно пресекались партийной администрацией.